# Shinjuku Triad Society
Shinjuku Triad Society (新宿黒社会 チャイナ マフィア戦争?, Shinjuku kuroshakai - Chaina mafia sensō, lett. "Società nera Shinjuku - Guerra di mafia cinese") è un film del 1995, diretto da Takashi Miike.
È il primo lungometraggio del regista giapponese girato appositamente per essere distribuito nelle sale cinematografiche, dopo alcuni film girati per il V-Cinema, e il primo film della Black Society Trilogy, una trilogia riguardante la Triade cinese e la Yakuza, composta anche da Rainy Dog e Ley Lines.

## Trama

Una scena del film

A Tokyo, nel quartiere speciale Shinjuku, arriva Wang Zhiming, un sadico boss taiwanese omosessuale, che cerca subito contatti tra gli yakuza locali, per gestire un traffico di organi umani. Wang ottiene così la collaborazione dello yakuza Karino e del giovane avvocato Yoshihito.
Il poliziotto corrotto e violento Tatsuhito Kiriya, di origini cinesi, fratello di Yoshihito, inizia a indagare su Wang e scopre il coinvolgimento del fratello nel traffico di organi. Sconvolto, Kiriya decide di proteggere ad ogni costo il fratello. Dopo essere stato pestato a sangue dagli uomini di Wang, Kiriya riesce a rintracciare Yoshihito e dopo averlo preso a pugni lo allontana temporaneamente da Wang.
Recatosi da Wang, Kiriya lo uccide brutalmente, davanti agli occhi dell'amante Zhou. Tre mesi dopo Kiriya ottiene una promozione e riunisce finalmente tutta la famiglia. La voce fuori campo di Zhou confessa che Kirya era anche il suo amante.

## Stile
Il film contiene alcuni temi che Takashi Miike affronterà negli anni successivi: un personaggio dall'identità difficile a causa delle sue origini non giapponesi, la presenza della Triade, l'omosessualità di alcuni personaggi, la violenza che inizia ad essere esagerata pur non toccando i picchi splatter delle successive pellicole e l'ironia di alcune situazioni.

## Collegamenti ad altre pellicole
- Il film anticipa alcuni temi stilistici che saranno presenti in Dead or Alive, diretto da Miike nel 1999: l'incipit di dieci minuti composto da un montaggio veloce e da una musica incalzante, la violenza brutale, e l'ironia.[1]